# Dominique Joseph Vandamme
Dominique-Joseph René Vandamme (n. la Cassel pe 5 noiembrie 1770 - d. la Cassel pe 15 iulie 1830) a fost un general francez, Conte de Unebourg.
1. ↑  Dominique-Rene Vandamme, count of Unebourg, Encyclopædia Britannica Online, accesat în 9 octombrie 2017
2. 1 2  Dominique Vandamme, SNAC, accesat în 9 octombrie 2017
3. 1 2  Dominique Joseph Réné Vandamme (în neerlandeză), Biografisch Portaal
4. 1 2 3  Autoritatea BnF, accesat în 10 octombrie 2015
5. ↑  „Dominique Joseph Vandamme”, Gemeinsame Normdatei, accesat în 17 iulie 2021